# Atylotus sinensis
Atylotus sinensis är en tvåvingeart som beskrevs av Szilady 1926. Atylotus sinensis ingår i släktet Atylotus och familjen bromsar. Inga underarter finns listade i Catalogue of Life.